# 蟻川芳子
蟻川 芳子（ありかわ よしこ、1940年7月31日 - ）は、日本の化学者。日本女子大学附属中学校・高等学校校長や、日本女子大学学長、学校法人日本女子大学理事長、日本分析化学会副会長などを務めた。

## 人物・経歴
東京都生まれ。1956年日本女子大学附属中学校卒業。1959年日本女子大学附属高等学校卒業。1963年日本女子大学家政学部家政理学科一部卒業。1968年東京工業大学（のちの東京科学大学）大学院理工学研究科化学専攻博士課程修了、理学博士、日本女子大学家政学部専任講師。1975年日本女子大学家政学部助教授。1987年日本女子大学家政学部教授、ウィスコンシン大学ミルウォーキー校客員研究員。1992年日本女子大学理学部教授。1993年日本女子大学学生生活部長。2001年日本女子大学年総合研究所長。2002年日本女子大学入学部長、学校法人日本女子大学評議員。2003年日本分析化学会副会長・理事。2004年日本分析化学会監事。
2005年日本女子大学副学長、学校法人日本女子大学理事。2006年日本女子大学附属中学校・高等学校校長。2008年日本分析化学会学会功労賞受賞。2009年日本化学会フェロー、日本女子大学学長、学校法人日本女子大学理事長、財団法人大学基準協会理事、日本女子大学名誉教授、社団法人日本私立大学連盟常務理事、放送大学学園理事・評議員、財団法人渋沢栄一記念財団評議員、国立大学法人東京工業大学経営協議会委員、国立大学法人東京工業大学学長選考会議委員。2012年日本化学会化学教育賞受賞。2014年一般社団法人日本女子教育文化振興桜楓会理事長。2015年公益財団法人小柳財団理事。2017年学校法人日本女子大学理事長代行、ハーバー研究所取締役（監査等委員）。2019年学校法人日本女子大学理事長。2021年学校法人日本女子大学顧問。

## 日本女子大学学長選をめぐって
2018年、日本女子大学の学長選に際して、蟻川が最多得票を得た大場昌子の指名を拒否したため、有馬朗人・西原春夫・平岩弓枝による調停が行われた。蟻川は、当初、調停案を受け入れる姿勢であったが、後に「調停に反対だった」として調停を拒否した。その結果、文部科学省から日本弁護士連合会のガイドラインに従って第三者委員会を選び、その意見を聞いて2019年1月31日までに新学長を選ぶように通達された。その後、大場が学長に就任した。なお、蟻川・大場はいずれも2020年で役職を降りた。